# Tenis ziemny na Letnich Igrzyskach Olimpijskich 1988
Zawody tenisowe na XXIV Letnich Igrzyskach Olimpijskich w Seulu rozgrywane były w 4 konkurencjach.

## Mężczyźni
| Lp. | Zawodnik       |
| --- | -------------- |
| 1.  | Miloslav Mečíř |
| 2.  | Tim Mayotte    |
| 3.  | Stefan Edberg  |
| 3.  | Brad Gilbert   |

| Lp. | Zawodnicy                      |
| --- | ------------------------------ |
| 1.  | Ken Flach i Robert Seguso      |
| 2.  | Emilio Sánchez i Sergio Casal  |
| 3.  | Stefan Edberg i Anders Järryd  |
| 3.  | Miloslav Mečíř i Milan Šrejber |

## Kobiety
| Lp. | Zawodniczka       |
| --- | ----------------- |
| 1.  | Steffi Graf       |
| 2.  | Gabriela Sabatini |
| 3.  | Manuela Maleewa   |
| 3.  | Zina Garrison     |

| Lp. | Zawodniczki                        |
| --- | ---------------------------------- |
| 1.  | Pam Shriver i Zina Garrison        |
| 2.  | Jana Novotná i Helena Suková       |
| 3.  | Steffi Graf i Claudia Kohde-Kilsch |
| 3.  | Elizabeth Smylie i Wendy Turnbull  |

## Tabela medalowa
| Lp. | Kraj              | Złoto | Srebro | Brąz | Razem |
| 1.  | Stany Zjednoczone | 2     | 1      | 2    | 5     |
| 2.  | Czechosłowacja    | 1     | 1      | 1    | 3     |
| 3.  | RFN               | 1     | 0      | 1    | 2     |
| 4.  | Argentyna         | 0     | 1      | 0    | 1     |
| 4.  | Hiszpania         | 0     | 1      | 0    | 1     |
| 6.  | Szwecja           | 0     | 0      | 2    | 2     |
| 7.  | Australia         | 0     | 0      | 1    | 1     |
| 7.  | Bułgaria          | 0     | 0      | 1    | 1     |